# نويشتات أن در أورلا
نوياشتات آن در ارلا (بالألمانية: Neustadt an der Orla) هي بلدة ألمانية تقع في ألمانيا في تورينغن. يقدر عدد سكانها بـ 8,927 نسمة .

## المدن التوأمة
مدن لاوبهايم، بيدنكبف و لا شاريتيه سور لوار هي مدن توأمة لـنوياشتات آن در ارلا.

## أعلام
- جيرهارد فرانك
- هانس فيتز
- جوهانس والثر